# Semecarpus walkeri
Semecarpus walkeri là một loài thực vật thuộc họ Anacardiaceae. Đây là loài đặc hữu của Sri Lanka. Nó là nguyên liệu tự nhiên của 4-HO-MIPT.